# Roberta Bondar
Pour les articles homonymes, voir Bondar.
Roberta Bondar (né le 4 décembre 1945 à Sault-Sainte-Marie, en Ontario) est une neurologue et astronaute canadienne.

## Enfance et études
Roberta Bondar est la fille d'un employé de la ville et d'une enseignante. Dès l'âge de huit ans, elle est fascinée par l'espace. Avec sa sœur, Barbara, elle construit une station spatiale et un vaisseau spatial. Elle sait alors qu'elle veut exercer trois profession : médecin, scientifique et astronaute. Pendant son adolescence, elle gagne plusieurs prix scientifiques, dont la deuxième place à l'expo-science. Ce projet lui permet de faire un stage pendant l'été au ministère des Pêches et des Océans du Canada.
Roberta Bondar obtient un baccalauréat en sciences avec spécialisation en zoologie et en agriculture à l'Université de Guelph en 1968, une maitrise des sciences avec spécialisation en pathologie expérimentale de l'Université Western Ontario en 1971 ainsi que deux doctorats, le premier en neurobiologie à l'Université de Toronto en 1974, le deuxième en médecine à l'Université McMaster en 1977. Elle est également plongeuse autonome et parachutiste accréditée.

## Carrière

### Médecine
Roberta Bondar commence à travailler à l'Hôpital général de Toronto, puis à l'Université de Western Ontario. En 1982, elle est nommée professeure adjointe de médecine à l'Université McMaster. Parallèlement, elle dirige une clinique spécialisée dans le traitement de la sclérose en plaques.

### Vol spatial
Elle commence son entraînement pour devenir astronaute en 1984, et en 1990 elle est choisie pour être spécialiste de charge utile dans la première mission internationale du laboratoire de microgravité (IML-1). Elle vole sur la navette Discovery de la NASA lors de mission STS-42 du 22 au 30 janvier 1992, au cours de laquelle elle réalise des expériences dans le laboratoire spatial Spacelab.

### Consultante
Elle quitte l'Agence spatiale canadienne en 1992 pour poursuivre ses recherches. Elle est aussi consultante et conférencière pour les communautés médicales et scientifiques et dans le monde des affaires. Elle est actuellement la présidente de l'Université de Trent[réf. nécessaire].

## Honneurs
- Son nom a été donné à deux écoles publiques, à Brampton et à Ottawa, dans l'Ontario
- Membre du Collège royal des médecins et chirurgiens du Canada
- Membre du temple de la renommée médicale canadienne (1998)
- Officière de l'Ordre du Canada (1992)
- Ordre de l'Ontario
- Space Medal de la NASA[5]